# Petersburger Damm

Der Damm verbindet die Insel Kotlin beidseitig mit dem Festland

Der Petersburger Damm (russisch Комплекс защитных сооружений Санкт-Петербурга от наводнений, Komplex saschtschitnych sooruscheni Sankt-Peterburga ot nawodneni) ist ein Hochwasserschutzdamm, der quer durch die Newabucht gebaut wurde, um die russische Stadt Sankt Petersburg vor Überschwemmungen zu schützen. Er führt von Malaja Ischora (Малая Ижора) im Süden über den westlichen Teil der Insel Kotlin, auf der sich die Stadt Kronstadt befindet, bis ins nördlich gelegene Sestrorezk (Сестрорецк). Über das Bauwerk verläuft eine Autobahn als Teil des Autobahnrings um St. Petersburg, diese verläuft bei den Schiffsdurchfahrten als Tunnel. Der südliche ist mit etwa 1,2 km Länge der längste untermeerische Tunnel Russlands.

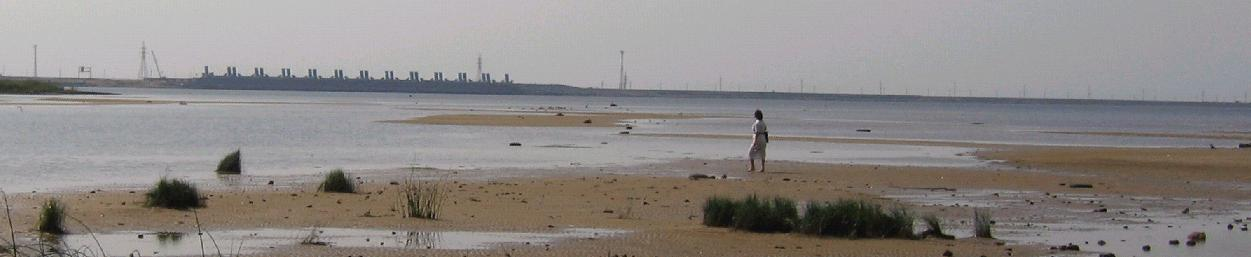
Das Dammsystem von Norden aus gesehen (bei Sestrorezk), Blick auf die Nordtore, 2005

## Hintergrund
Im Gegensatz zu den meisten Überflutungen durch Flüsse rühren die Überschwemmungen an der Newa nicht daher, dass der Fluss von seinem Oberlauf mehr Wasser mitbringt, sondern es sind Sturmhochwasser, bei denen Westwind in den Finnischen Meerbusen drückt und den Abfluss des Wassers der Newa verhindert oder in extremen Fällen dessen Fließrichtung umkehrt. Seit der Gründung der Stadt 1703 wurden 297 Überschwemmungen registriert, davon drei mit einem Anstieg des Wasserspiegels um mehr als drei Meter. Die größte Überschwemmung ereignete sich 1824. Der daraufhin von Ingenieur Bazaine geplante Schutzdamm durch den Finnischen Meerbusen wurde damals für nicht ausführbar gehalten.

## Planung und Bau
Später wurden weitere Projekte zum Hochwasserschutz der Stadt entwickelt, darunter eine westliche Variante ungefähr auf der Trasse des heutigen Schutzdammes und eine östliche Variante entlang des westlichen Uferstreifens der Stadt. Die westliche Variante wurde in den 1960er-Jahren vom Staatlichen Hydrologischen Institut Leningrads unter N.E. Kondratjew entwickelt.
1979 begannen die Arbeiten zur Aufschüttung des Dammes gemäß der westlichen Variante. Im Dezember 1984 wurde die Insel Kotlin von Norden her mit dem Festland verbunden.
Die Konstruktion wurde in den 1990er-Jahren aus Gründen des Umweltschutzes abgebrochen: Der Damm störte die Zirkulation des Küstenwassers, große Teile des Wassers standen still, die Wasserqualität sank erheblich. Befürchtungen gingen dahin, dass die gesamte Bucht sich in einen Sumpf verwandeln könnte. Aufgrund dieser Bedenken einerseits und des dringend gewünschten Hochwasserschutzes anderseits war das Projekt in der Stadt sehr umstritten. 

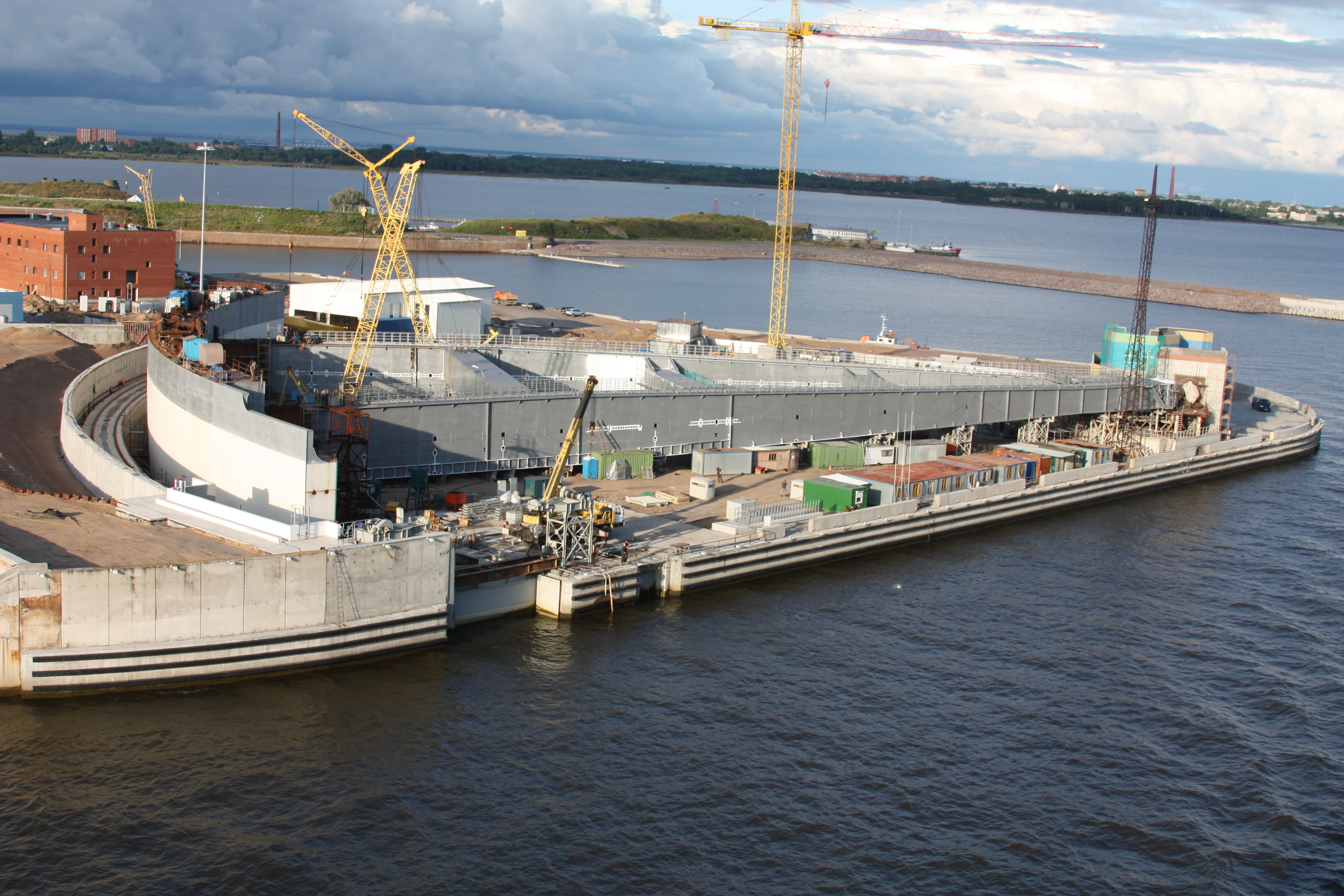
Sturmflutwehr am Schiffsdurchlass (Nordhälfte des Tores; noch in Bau: Stand August 2009)

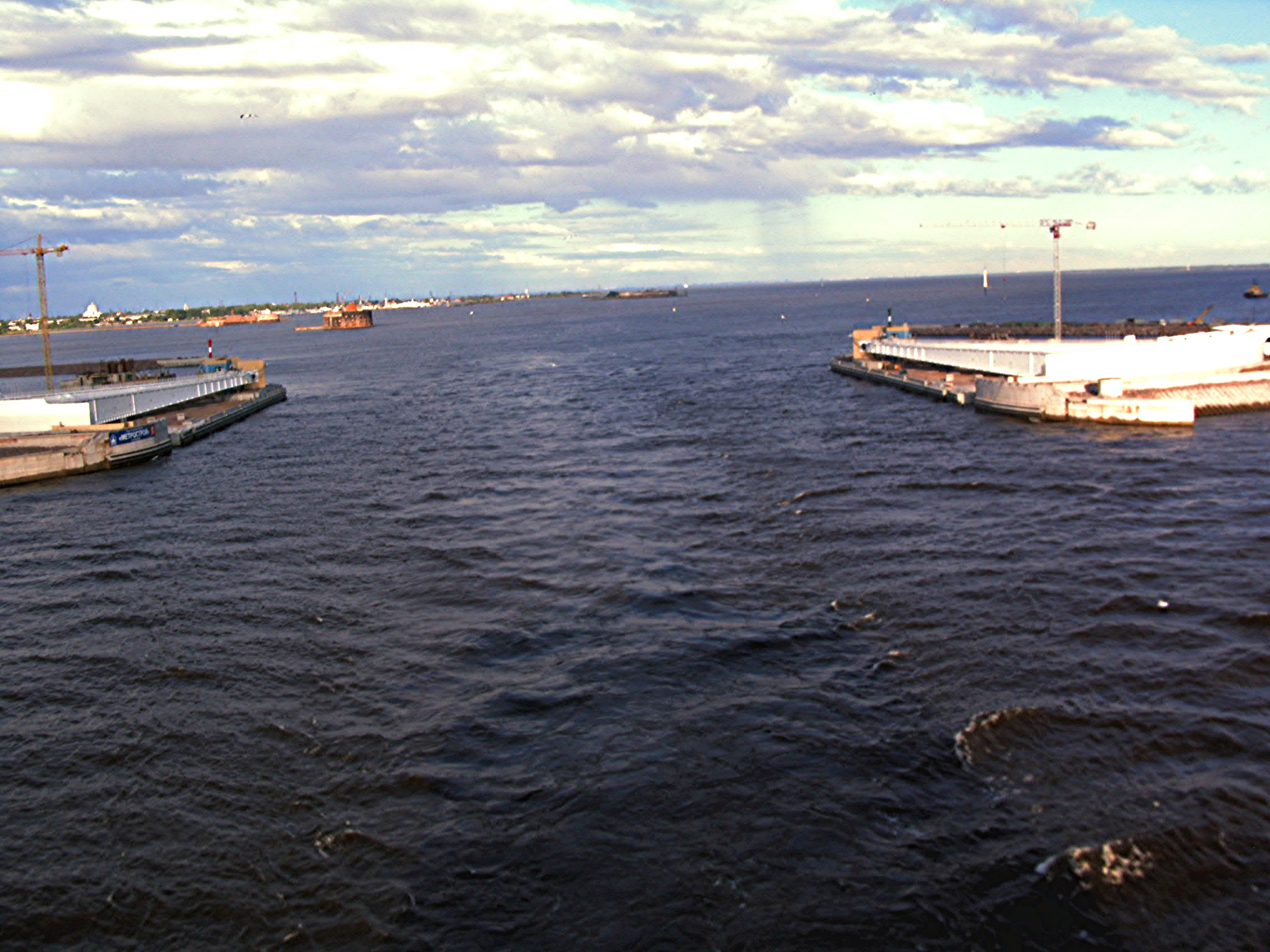
Tordurchfahrt im September 2010

Der Weiterbau des bis dahin zu etwa 60 % fertiggestellten Bauwerkes begann 2006. Das Projekt bestand aus neun Bauabschnitten (Losen):
- А1: Betonarbeiten am Wasserdurchlass В-1;
- А2: Damm Д-3;
- А3: Schiffsdurchlass С-1, der daruntergelegene Tunnel und ein Teil des Dammes Д-4;
- А4: Schiffsdurchlass С-2, einschließlich Straßenbrücke;
- А5: elektromechanische Arbeiten an allen Bauwerken;
- А6: Fertigstellung des Wasserdurchlasses В-2 mit Teilen der Dämme Д-1 und Д-2;
- А7: Ausschachtungsarbeiten;
- А8: Fertigstellung der Dämme Д-4 – Д-11;
- А9: Fertigstellung der Wasserdurchlässe В-3 – В-6.

Im August 2011 wurde der 25 Kilometer lange und knapp drei Milliarden Euro teure Schutzwall vor St. Petersburg offiziell eingeweiht, nachdem er bereits 2010 in Betrieb genommen worden war.

## Leuchtfeuer Petersburger Damm
Es gibt Leuchtfeuer am Petersburger Damm, die den Schiffen die Zufahrt zu den zwei Schiffsdurchlässen weisen, dem großen Fluttor Kotlin (С-1, Schleuse 1) und der kleineren Nordpassage (С-2, Schleuse 2).